# کوانتان
کوانتان (به لاتین: Kuantan) یک شهر در مالزی است که در پاهانگ واقع شده‌است.

## خصوصیات
کوانتان ۲٬۹۶۰ کیلومترمربع مساحت و ۶۰۷٬۷۷۸ نفر جمعیت دارد و ۲۱٫۹۵ متر بالاتر از سطح دریا واقع شده‌است.

## نگارخانه

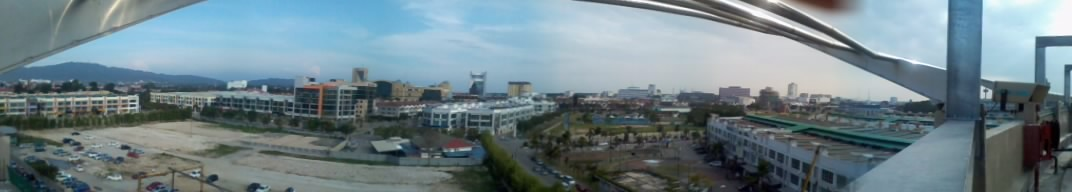
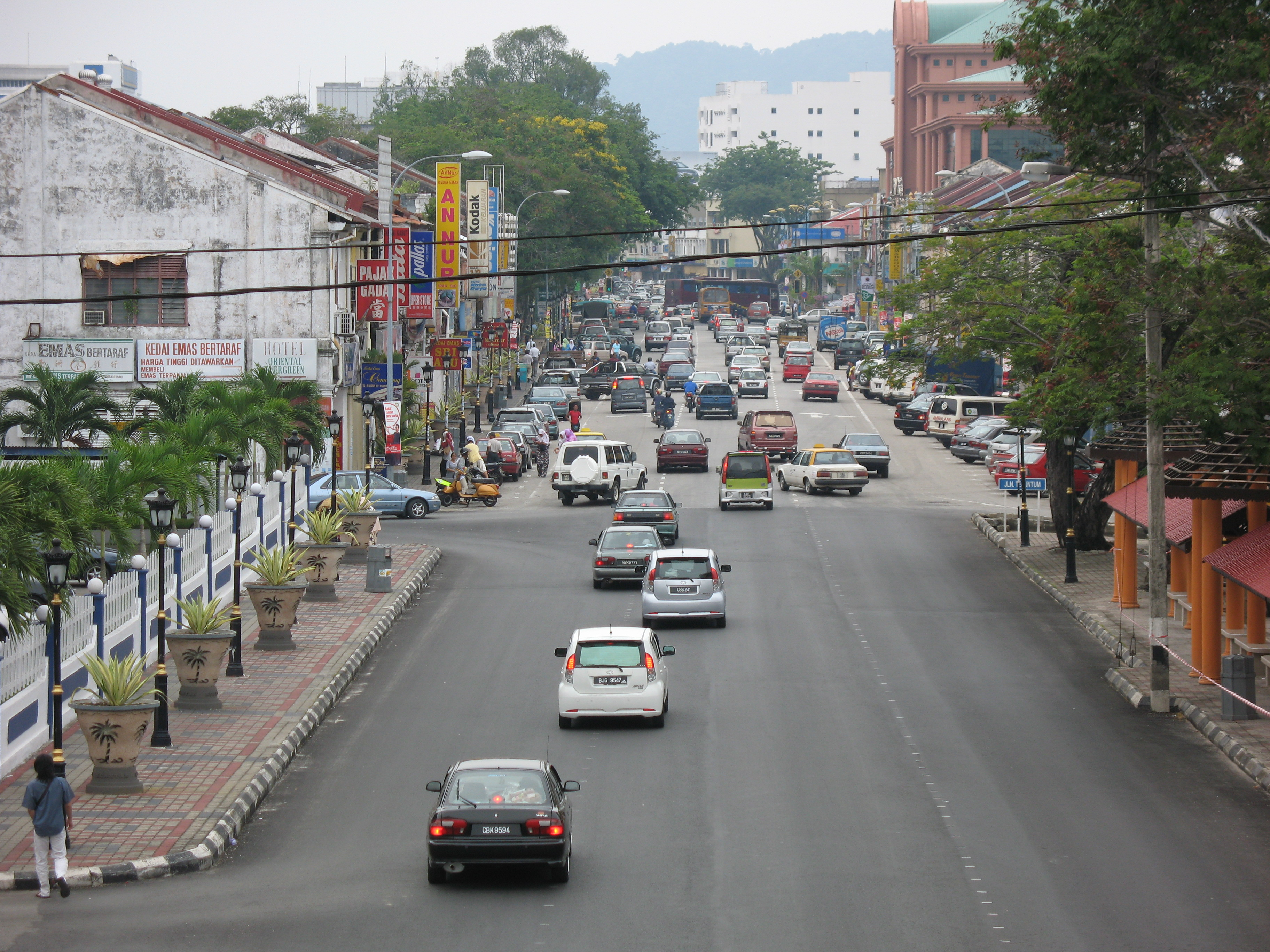
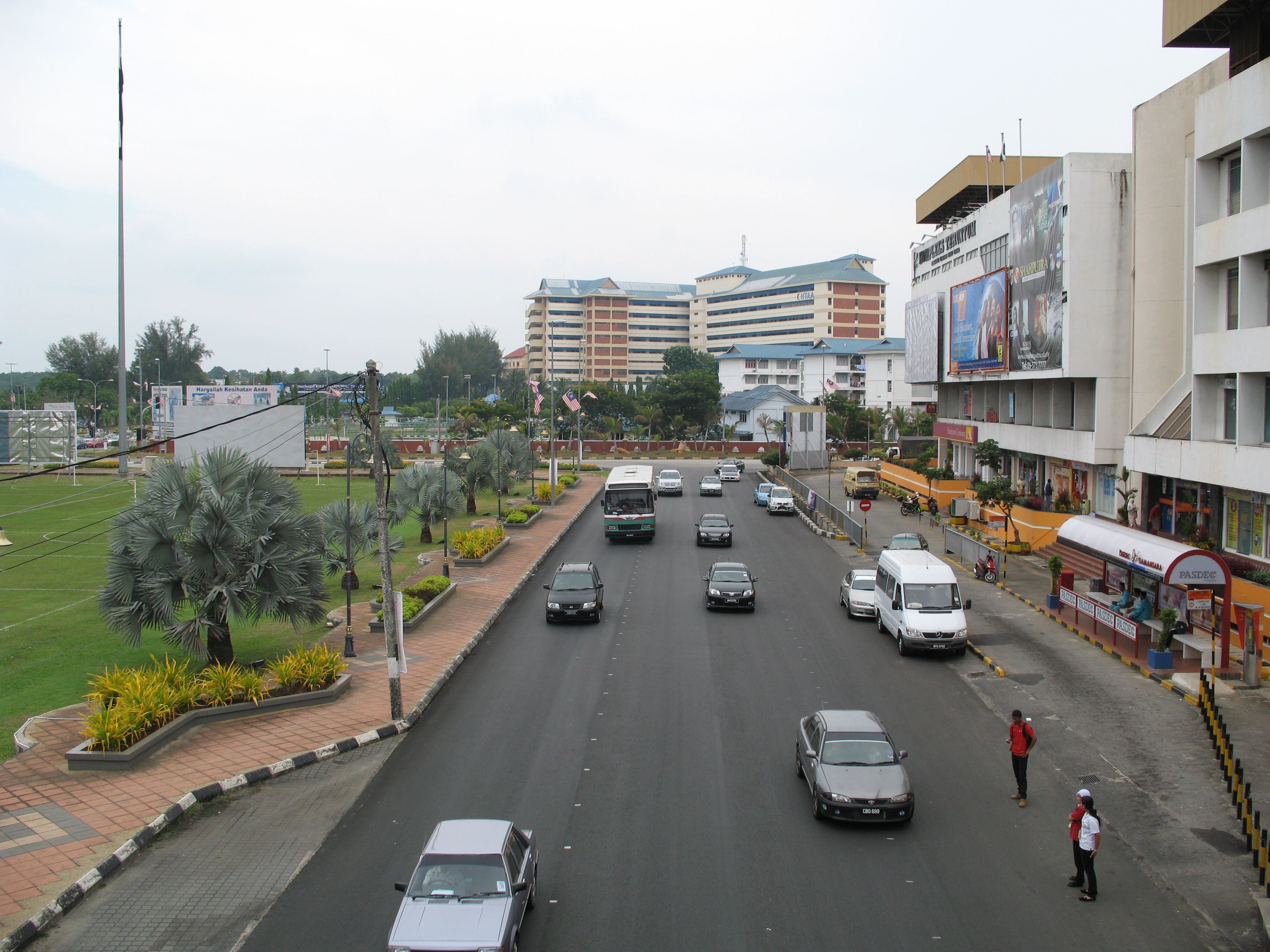
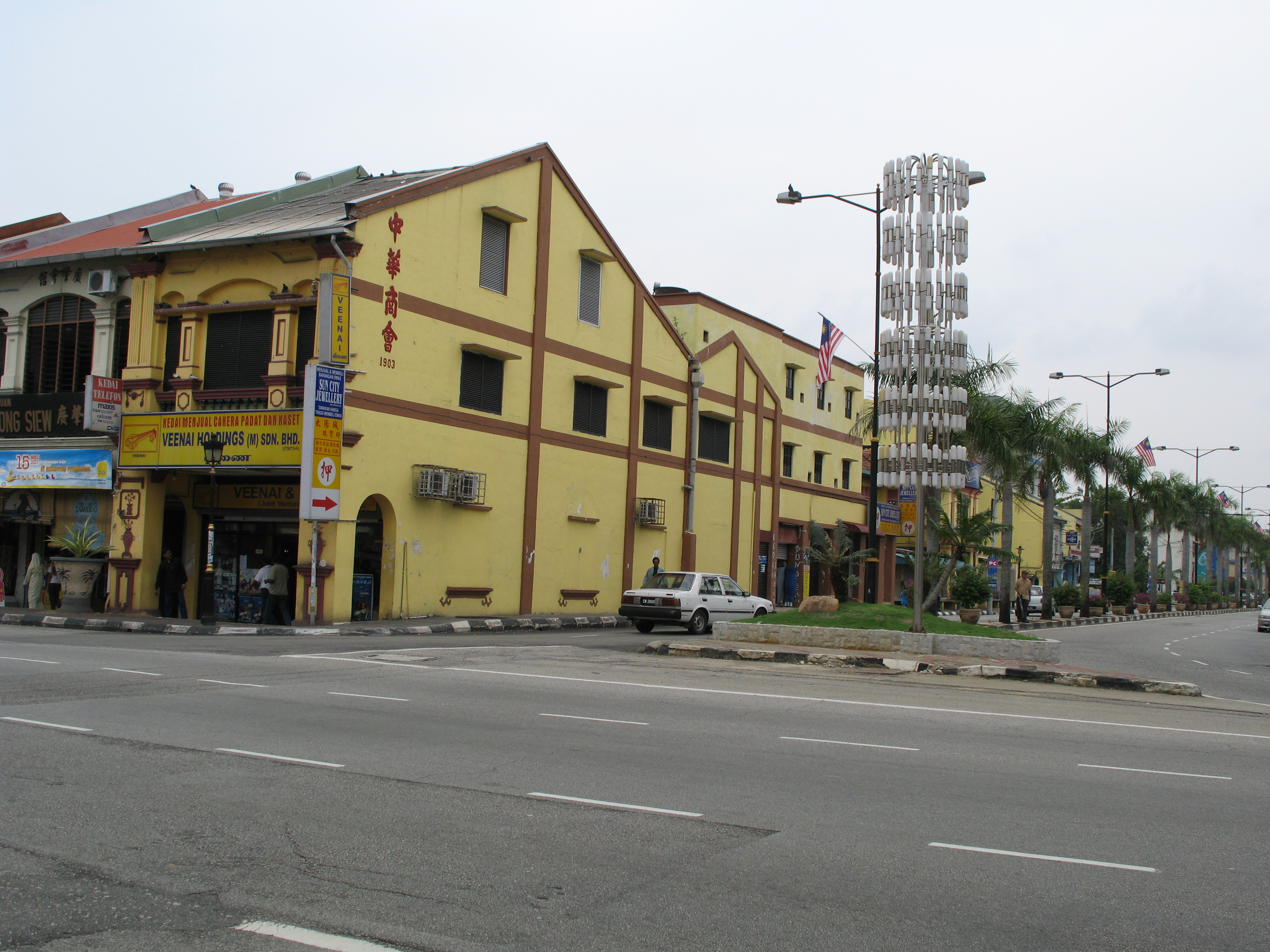
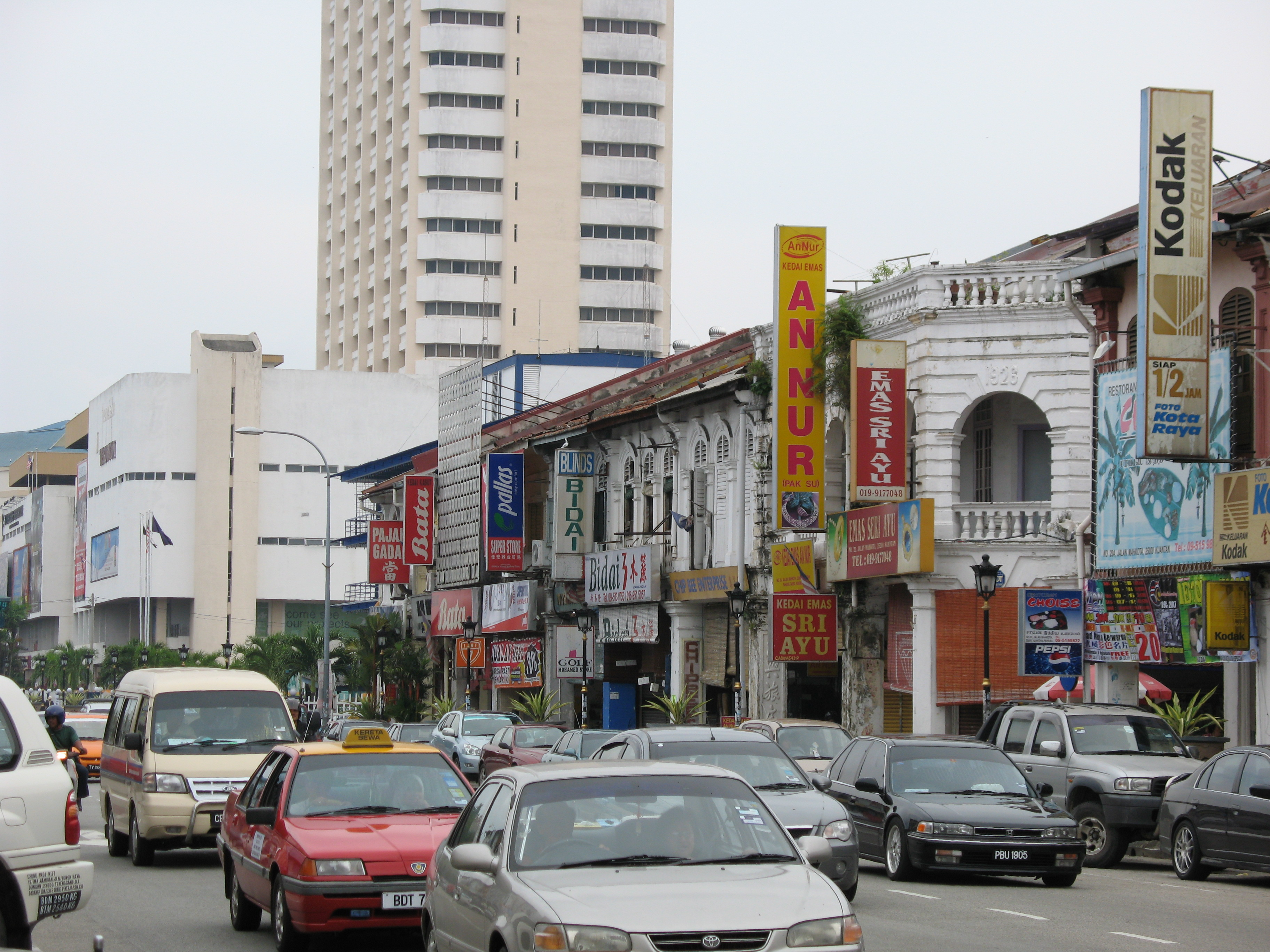
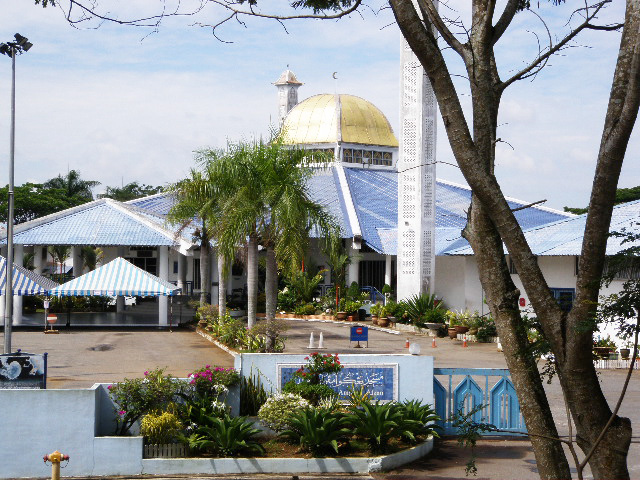
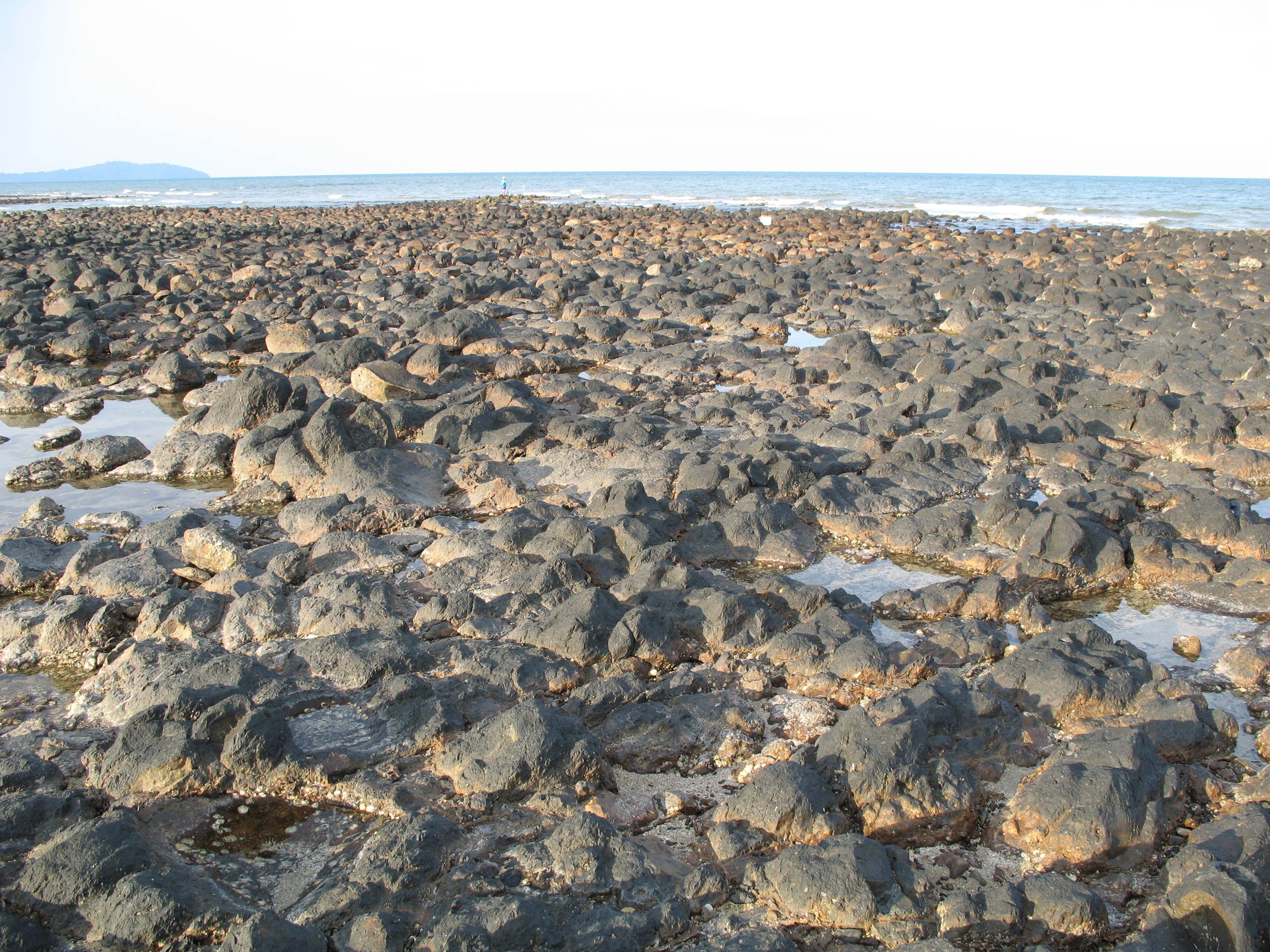
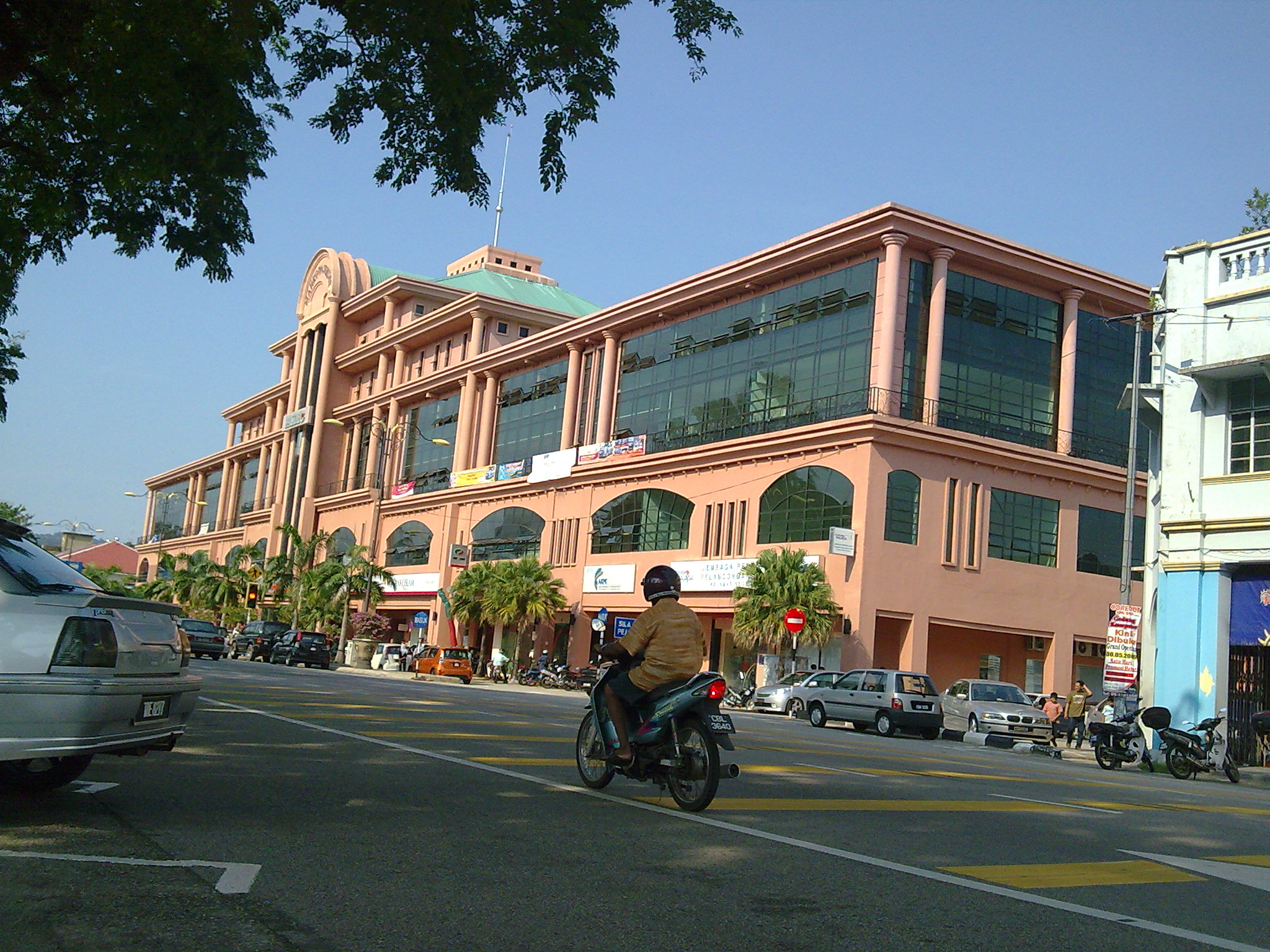
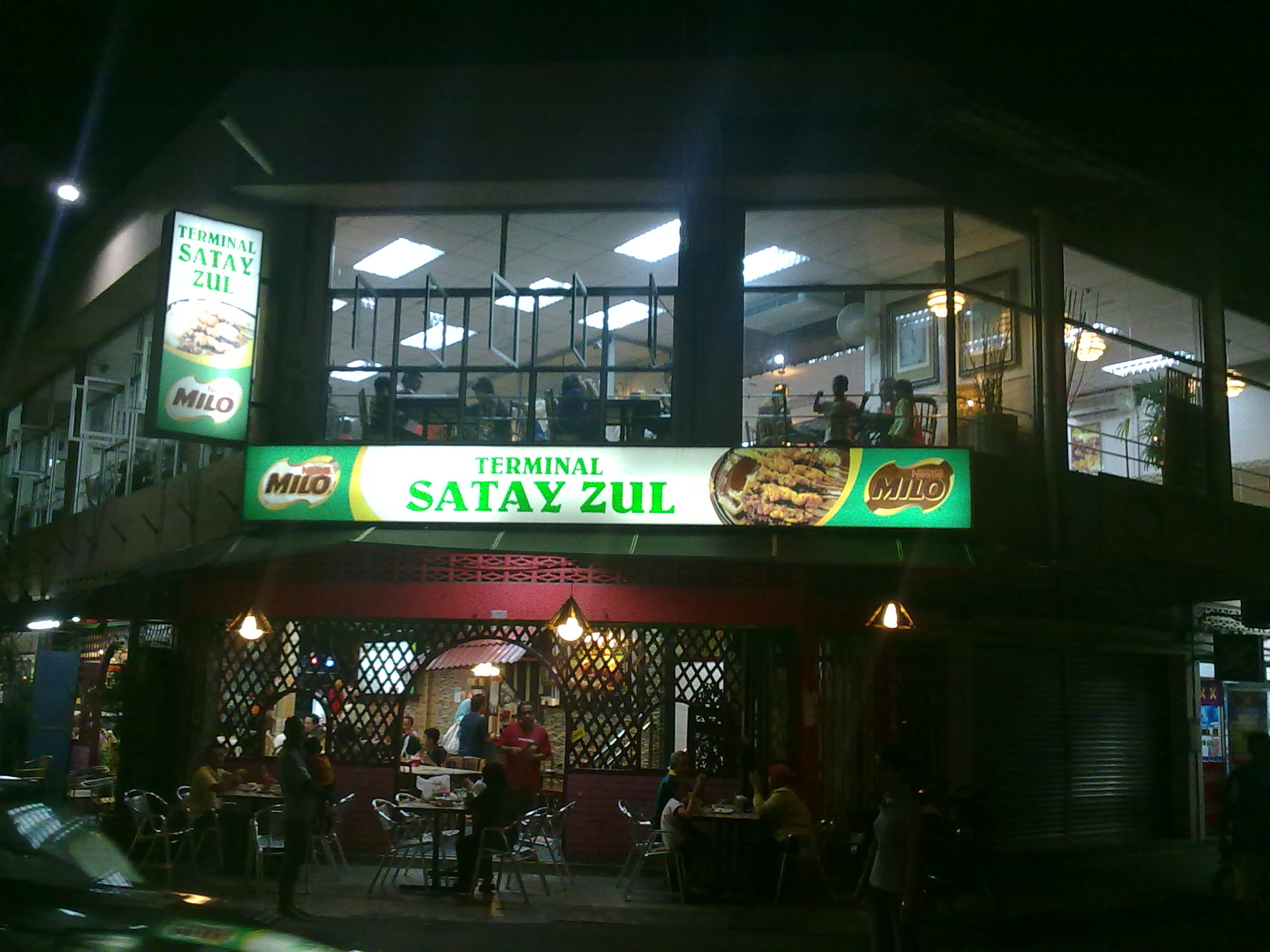